# كاثرين سوليفان
كاثرين سوليفان (بالإنجليزية: Kathryn D. Sullivan)‏ (و. 1951 – م) هي رائدة فضاء من الولايات المتحدة الأمريكية. ولدت في باترسون.

## ريادة الفضاء
شاركت في المهمات الفضائية:
- STS-41-G
- STS-31
- STS-45.

## جوائز
حصلت على جوائز منها:
- Ohio Women's Hall of Fame
- Women in Aviation, International.